# Freemium Isn't Free
"Freemium Isn't Free" é o episódio 253 global e o sexto da décima oitava temporada da série de desenho animado South Park, escrito e dirigido pelo co-criador da série Trey Parker. O episódio estreou no canal Comedy Central no dia 5 de novembro de 2014. O episódio satiriza a popularidade de aplicativos grátis móveis como The Simpsons: Tapped Out e Family Guy: The Quest for Stuff O episódio liga o vício de aplicativos móveis a outros vícios, incluindo alcoolismo e vício do jogo, e sua possível predisposição genética.

## Recepção
O episódio foi recebido muito bem e rendeu bons comentários dos críticos. O episódio recebeu uma classificação de B- de Josh Modell do The A.V. Club, embora ele sentiu que "arrastou muito." O colaborador da IGN, Max Nicholson deu ao episódio uma média de 7,5 de 10, comentando que "levou algum tempo para este episódio  sair do papel, foi muito divertido." No entanto, Chris Longo do Den of Geek só deu ao episódio duas das cinco estrelas, chamando o episódio, juntamente com o episódio da semana anterior "The Bush Magic","os dois episódios são os mais fracos da temporada."